# Casino lyrique

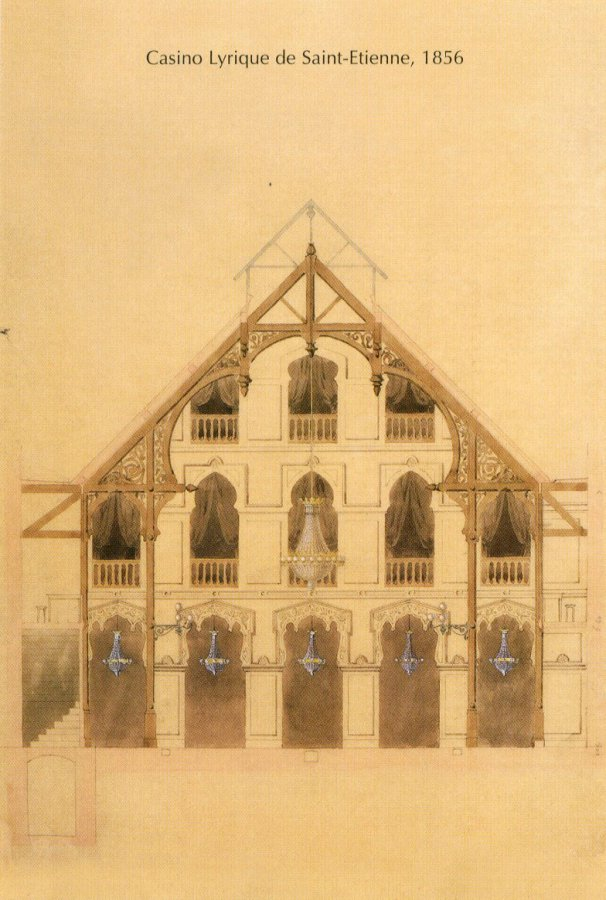
Élévation intérieure du Casino lyrique par Jules Exbrayat en 1856.

Le Casino lyrique est un café chantant inauguré le 11 mai 1856 à Saint-Étienne et fermé quatre ans plus tard. 

## Historique
Le 3 septembre 1855, le limonadier lyonnais Joseph Thévenet demande au maire de Saint-Étienne Christophe Faure-Belon l'autorisation d'ouvrir un casino dans sa ville. Le projet est confié à l'architecte lyonnais Jules Exbrayat, qui le réalise dans le style mauresque alors en vogue. Le bâtiment est éclairé par des baies cintrées et comporte au rez-de-chaussée une vaste salle de chant, une salle de billard et un laboratoire de limonadier. Dépourvu de baies donnant sur l'extérieur, les portes exceptées, le Casino réserve ses fenêtres aux arcs lancéolés ou en fer à cheval à la salle de chant. Les salles occupant la galerie qui longe les côtés abritent des loges pour les habitués. 

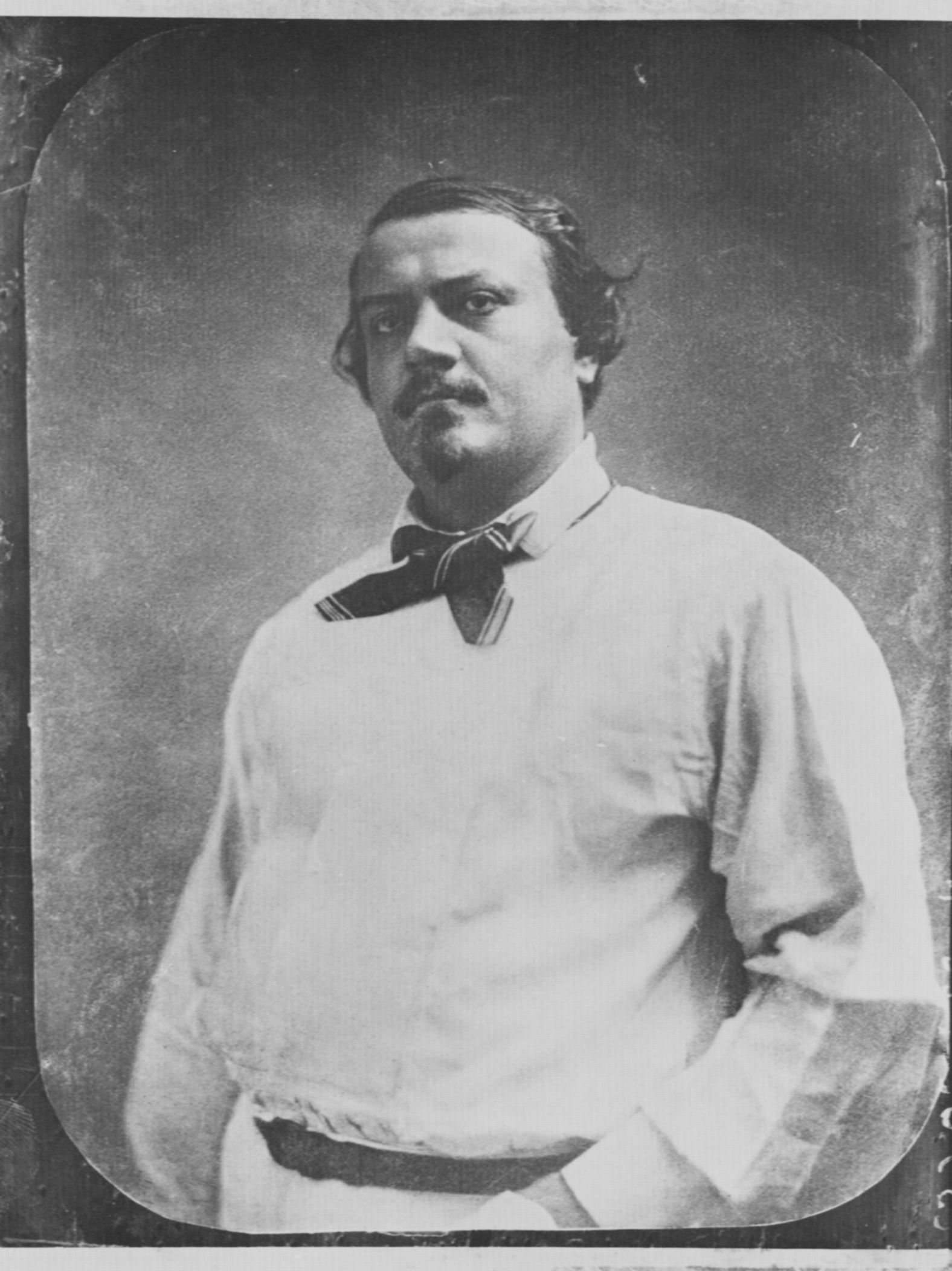
Joseph Darcier, l'un des artistes parisiens qui se produisent au Casino lyrique de Saint-Étienne vers 1856.

Le café chantant de la rue des Jardins, actuellement rue Michel Rondet à Saint-Étienne, est inauguré sous le nom de Casino lyrique le 11 mai 1856 par un concert de bienfaisance lors duquel le fils du futur bienfaiteur des Petites Sœurs des pauvres Denis Épitalon se produit sur la scène du Casino afin de réunir des fonds en faveur des sinistrés des grandes inondations. Le Casino lyrique présente des spectacles d'artistes parisiens comme Joseph Darcier et d'artistes étrangers. L'orchestre est doté d'un nouvel instrument : l'harmonicorde. Jeunesse huppée et élèves de l'École des mines viennent s'y encanailler à la saison des bals masqués. Pour renflouer sa gestion, déjà désastreuse six mois seulement après l'ouverture, Thévenet agrandit l'établissement d'une brasserie en sous-sol en 1857 et fabrique de la bière avec le trop-plein de la fontaine de la rue de la Bourse dont il fait arriver les tuyaux dans sa cave. Les plaintes des voisins pour insalubrité s'amoncellent sur le bureau du maire qui menace de fermeture mais Thévenet se sort de l'affaire par la construction de latrines. 
Un syndic de faillite est désigné et l'établissement saisi le 4 janvier 1858. Dès le mois de février 1858, Thévenet est déclaré en état de faillite, ce qui ne l'empêche pas de poursuivre la programmation de nouveaux concerts. La veuve de l'architecte Exbrayat intente un procès un an après la mort de son mari en demandant la vente du bâtiment afin de recouvrer sa créance. D'une superficie de 550 m2, il est mis aux enchères sur une mise à prix de 30 000 francs le 14 avril 1858. Le 11 mai 1858, deux mois après le retrait de sa licence, Thévenet brasse toujours sa bière dans les sous-sols du Casino. Le maire réclame l'intervention du commissaire de police. La réputation sulfureuse de l'établissement, qui serait devenu un lieu de prostitution, conduit le préfet Constant Thuillier à ordonner sa fermeture,,. Thévenet s'engage à supprimer les salons particuliers et à se soumettre à toutes les conditions que l'autorité jugerait devoir lui imposer. Ses demandes de réouverture tant auprès du préfet que du maire n'aboutissent pas,.
Lors des enchères, finalement reportées au 23 juin 1858, l'établissement est adjugé à un oncle de Thévenet. L'art de gagner du temps de l'oncle n'est pas en reste par rapport à celui du neveu : les créanciers sont convoqués huit fois devant le Tribunal de commerce entre le 1er avril 1858 et le 30 septembre 1860. Entre-temps, le directeur du théâtre des Ursules, dont l'édifice n'est plus en sécurité, obtient du maire l'autorisation d'organiser la saison des bals masqués de janvier 1859 entre les murs du Casino lyrique. 
Annoncée le 4 avril 1859 à grand renfort d'affiches apposées à l'entrée du Casino et dans les lieux les plus fréquentés de la ville, la vente judiciaire du mobilier se déroule sur pas moins de trois jours, les 18, 20 et 23 mai 1859. Débité en lots, le mobilier se compose de 10 statues, 103 tables de marbre blanc sur pieds en fer ou en fonte, un grand nombre d’autres avec bancs en bois dur, 8 banquettes et 166 chaises cannées, sans compter fauteuils, canapés, lits garnis de damas et 400 tabourets, un vaste fourneau, une belle rôtissoire grand modèle, une batterie de cuisine en cuivre, des porcelaines et cristaux, une pendule électrique, quatre très grands lustres, plusieurs arbres à cinq becs, des girandoles et des réflecteurs, des glaces à cadres dorés, plus de 1 500 bouteilles d’origines diverses, des bords du Rhin aux rives andalouses, Bourgogne, Ermitage, Malaga, Bordeaux, Sauternes, Clos-Vougeot, des liqueurs dont un tonneau de 20 litres d’absinthe et un coffre-fort… vide.
Pour une saison encore, les bals masqués sont organisés, avec l'autorisation du maire, dans les murs vides du Casino lyrique à l'initiative d'Octavien Janselme, directeur du théâtre des Ursules, qui en détient le privilège exclusif. Le succès de ces derniers bals ragaillardit Thévenet, qui encourage son oncle à adresser de nouvelles demandes de réouverture au commissaire central : comme café-brasserie en avril 1860, comme café-concert en juin et comme simple café-restaurant en octobre, pour le bal des ouvriers forgeurs le 26 juin, celui des serruriers le 28, pour le bal de nuit du 15 août (demande restée sans réponse), pour le Casino-bal de la fête nationale le jour de la Saint-Napoléon, censé redorer son blason, et enfin pour le banquet annuel des sapeurs-pompiers de la ville, le 2 septembre 1860, banquet de 200 couverts servis sur une table en fer à cheval, dans la salle vide pavoisée de trophées et d'écussons aux armes des villes du département, et clôturé par la fanfare. 
Dans le même temps, d'autres projets voient le jour : un projet de synagogue abandonné début septembre 1859 pour celui de la rue Marengo, l'offre d'achat du bâtiment pour 75 000 francs ne répondant pas aux attentes de l'oncle Thévenet qui en demande 120 000 ; du 15 au 30 novembre 1859, la présentation au Casino lyrique, choisi parce que « le local le plus vaste et le plus riche de la ville », de la collection hiver de La Maison des millionnaires avec notamment un grand choix de tissus destinés aux soutanes du clergé.

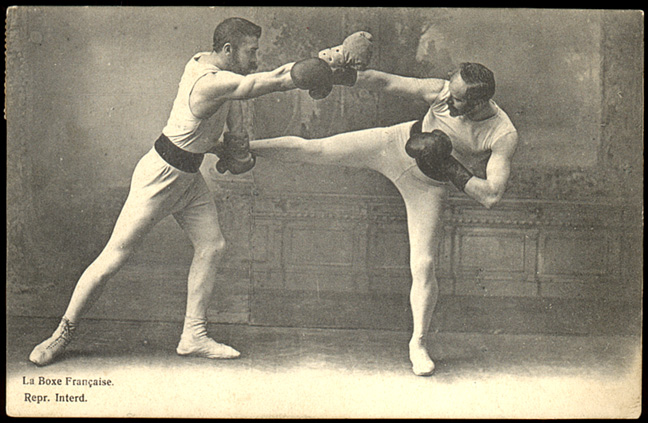
Grande lutte d’hommes, et assaut général de pointe, contre-pointe, canne, bâton, boxe anglaise et française, exercice de haute-force composent le chant du cygne du Casino lyrique le 6 janvier 1861.

Le maire Faure-Belon, opposé par principe aux « cafés à spectacles exerçant une fâcheuse influence sur les populations ouvrières qui ont le plus grand besoin de ménager le fruit de leur travail pour ne pas manquer du nécessaire », persiste dans son refus de voir le Casino, même à titre temporaire, redevenir café-chantant. Il donne cependant son accord le 11 octobre 1860 pour des séances extraordinaires de billard par un enfant de neuf ans et demi défiant les amateurs et présentant les coups les plus excentriques. Le 9 décembre 1860, l'avant-dernière représentation porte un titre adapté à l'architecture orientale du Casino : « Les Maures du mont Atlas ». Le spectacle suivant, « Grande lutte d’hommes, et assaut général de pointe, contre-pointe, canne, bâton, boxe anglaise et française, exercice de haute-force, etc., donné par M.Colombett, fils de l'ex-fondateur des arènes de Lyon, avec le concours des premiers maîtres civils et militaires de Saint-Étienne. Un artiste distingué, sortant du Cirque-Impérial de Paris, remplira les intermèdes de ce brillant assaut », fut le tout dernier, le 6 janvier 1861. Il n'y eut pas de nouvelle saison de bals masqués, Octavien Jenselme et l'oncle Thévenet étant en désaccord sur le privilège que l'un tentait de conserver l'autre de s'approprier.

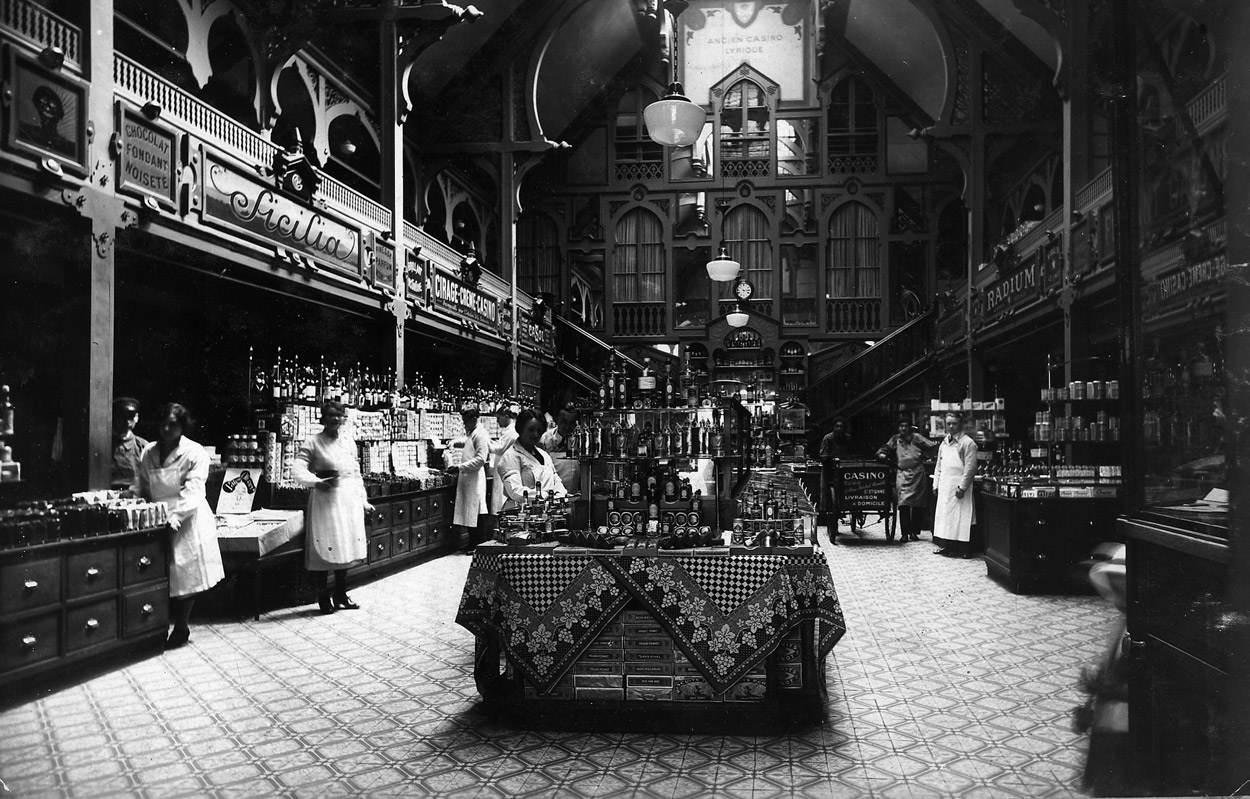
L'épicerie du Casino en 1898.

En octobre 1861, le limonadier Bréchard installe une épicerie dans les locaux en conservant l'enseigne « Casino ». L'épicerie est rachetée par son employé Jean-Claude Perrachon, qui la cède à son neveu Paul Perrachon. En 1892, son cousin par alliance Geoffroy Guichard s'associe avec Paul Perrachon, donnant naissance aux établissements Guichard-Perrachon, prémices du Groupe Casino. L'établissement devient en 1948 le premier magasin en libre-service de France puis une cafétéria en 1977. Le bâtiment est revendu en 2002 et devient une librairie,.
L'historien local Serge Granjon détaille dans les colonnes du quotidien La Tribune Le Progrès au début des années 2000 puis reprend dans son ouvrage Saint-Étienne sous le second Empire la brève histoire du « palais des mille et une nuits stéphanoises », tout à la fois brasserie, café et salle de music-hall.